# Herman Pilnik
Herman Pilnik, ursprünglich Hermann Pilnik (* 8. Januar 1914 in Stuttgart; † 12. November 1981 in Caracas) war ein deutschstämmiger argentinischer Schachspieler. In den 1950er Jahren zählte er zur Weltspitze.

## Leben
Herman Pilniks Vorfahren stammten aus Wilna, mit seinen Eltern sprach er jiddisch. Der Zehnjährige lernte Schach, nachdem er seinem Vater und seinem Onkel beim Spielen zugesehen hatte. Bereits als 15-Jähriger war er Stuttgarter Stadtmeister und ein Jahr später württembergischer Gaumeister (geteilt mit Hans Schmid). 1930 wanderte er mit seinen Eltern nach Argentinien aus, wo er sich zunächst als Kaufmann versuchte, bevor er Berufsschachspieler wurde. Anfänglich nicht sonderlich erfolgreich, bezeichnete Pilnik die persönliche Begegnung mit Alexander Aljechin während der Schacholympiade in Buenos Aires 1939 als machtvollen Stimulus (Pilnik fungierte als leitender Schiedsrichter, konnte jedoch zwischendurch einige freie Partien mit Aljechin spielen).
Danach gewann er drei Mal die Meisterschaft von Argentinien: 1942, 1945 und 1958. Seit 1942, als er in New York 10.–11. wurde, beteiligte er sich an internationalen Turnieren. 1944 teilte er Platz 1 und 2 in Mar del Plata, gewann in Asuncion die Meisterschaft von Paraguay und belegte in Vina del Mar (Chile) Platz 2 hinter Gideon Ståhlberg. Im Jahre 1945 wurde er Dritter in Hollywood bei der Pan-American-Meisterschaft (hinter Samuel Reshevsky und Reuben Fine), obwohl er kurz vorher einen schweren Autounfall hatte und Ärzte ihm von der Turnierteilnahme abrieten. 1948/49 wurde er in New York geteilter Dritter mit Max Euwe, nach einem Turnier in Mexiko 1949 reiste er dann nach Europa und spielte dort weiterhin sehr erfolgreich. Bei der Schacholympiade 1950 in Dubrovnik erzielte er an Brett 5 75 % für Argentinien, direkt danach wurde er Zweiter (hinter Miguel Najdorf) im stark besetzten Turnier in Bled. Im selben Jahr wurde er vom Weltschachbund FIDE zum Internationalen Meister ernannt. 1951 spielte er in Zürich gegen Efim Bogoljubow einen Wettkampf 3-3 unentschieden. Im selben Jahr teilte er in Madrid den zweiten Platz und gewann in Beverwijk.
Im Jahre 1952 gewann er in Belgrad und nahm am Interzonenturnier 1952 in Saltsjöbaden teil. Die FIDE verlieh ihm in diesem Jahr den Großmeistertitel.
Pilnik nahm auch am nächsten Interzonenturnier in Göteborg 1955 teil, bei dem sein geteilter 7.–9. Platz (mit Boris Spasski und Miroslav Filip) die Qualifikation zum Kandidatenturnier Amsterdam 1956 bedeutete. Bei diesem Turnier wurde Pilnik Zehnter (Letzter). Pilnik vertrat Argentinien bei fünf Schacholympiaden (1950, 1952, 1954, 1956 und 1958). Mit der Mannschaft erreichte er 1950, 1952 und 1954 den zweiten und 1958 den dritten Platz, 1950 erzielte er außerdem das beste Einzelergebnis der Reservespieler. Nach dem Turnier in Mar del Plata 1959 siedelte er sich in Chile an, wo er bis 1970 blieb und dann nach Argentinien zurückkehrte. Die letzten Lebensjahre verbrachte er als Schachtrainer und wechselte häufig seinen Wohnsitz. Zuletzt war er Trainer in Venezuela an der Militärakademie von Caracas, wo er 1981 starb.
Miguel Najdorf schrieb über Herman Pilnik: „Weltenbummler, Bohemien, immer optimistisch, intelligent und kultiviert, der Französisch, Englisch, Deutsch und Holländisch beherrschte, führte Herman ein Leben wie aus einem Roman, das völlig seiner Passion galt: dem Schach.“
Pilniks letzte Elo-Zahl betrug 2435, seine höchste Elo-Zahl von 2450 hatte er im Juli 1972. Vor Einführung der Elo-Zahlen erreichte Pilnik im August 1945 seine höchste historische Elo-Zahl von 2670.

## Pilnik-System
Nach Pilnik (Pilnik-System) wurde früher eine Variante in der Sizilianischen Verteidigung benannt: 1. e2–e4 c7–c5 2. Sg1–f3 Sb8–c6 3. d2–d4 c5xd4 4. Sf3xd4 Sg8–f6 5. Sb1–c3 e7–e5 6. Sd4–b5 d7–d6 (üblich war zuvor 6. … a7–a6). Ausgearbeitet hat Pilnik es gemeinsam mit Jorge Pelikan, nach dem es ebenfalls häufig benannt worden ist: Pelikan-Variante. So spielte Pilnik bereits in den 1950er Jahren (z. B. gegen David Bronstein in Moskau 1956 und gegen Efim Geller in Amsterdam 1956); dieses System wurde erst in den 1970er Jahren von sowjetischen Spielern aus Tscheljabinsk gründlich erforscht und ist heutzutage international als Sweschnikow-Variante bekannt.